# Vratislav Janda
Plukovník i. m. Vratislav Janda (1. srpen 1913, Úžice u Kralup nad Vltavou – 5. listopad 1949, Praha) byl československý voják, účastník protinacistického a protikomunistického odboje. Za svou účast na údajné přípravě protikomunistického převratu byl v roce 1949 odsouzen k trestu smrti a popraven.

## Mládí
Narodil se 1. srpna 1913 v Úžicích u Kralup nad Vltavou a pokřtěn jmény Vratislav Karel. Otec Karel Janda byl dělník v cukrovaru, matka Růžena, roz. Holajová, v domácnosti, sourozence neměl. Po absolvování obecné školy a čtyř tříd reálného gymnázia nastoupil na Lékařskou fakultu UK. Z té absolvoval pouze dva ročníky (MUC). Aktivně působil v Sokole i Junáku.
Základní vojenskou službu nastoupil v roce 1936 u 47. pěšího pluku v Mladé Boleslavi. Po roce, v hodnosti desátníka aspiranta nastoupil na Vojenskou akademii v Hranicích a po jejím absolvování, již v hodnosti poručíka, byl odvelen k 1. hraničářskému praporu v Děčíně na funkci velitele roty, kde působil až do rozpuštění armády v roce 1939.

## II. světová válka
Po okupaci Čech a Moravy pracoval u okresního úřadu v Mnichově Hradišti a posléze na Okresním úřadě v Mladé Boleslavi. K jeho pracovní činnosti mimo jiné patřila správa majetku rozpuštěného Sokola či vedení biografu.
Od počátku okupace byl zapojen v odboji. Působil v odbojové organizaci ÚVOD. 26. října 1942 byl zatčen gestapem a vězněn na řadě míst. 19. ledna 1944 byl v Drážďanech Zemským soudem odsouzen k 10 letům káznice. V dubnu 1945 se mu podařilo z výkonu trestu uprchnout a s americkou armádou se dostal do Československa.

## Po válce

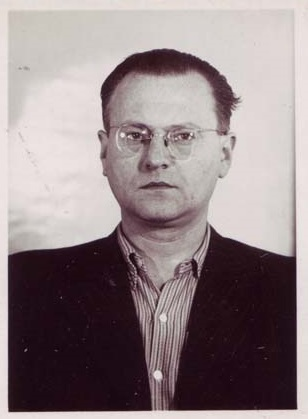
Vazební fotografie dr. Jaroslava Borkovce (z roku 1948).

Po skončení války znovu nastoupil do armády a v hodnosti štábního kapitána působil nejdříve v Liberci u 30. pěšího pluku, od srpna 1945 u 48. pěšího pluku v Pelhřimově a od září 1948 jako velitel roty v Benešově. 16. května 1949 byl zatčen a obviněn z velezrady, které se dopustil svou účastí na přípravách ozbrojeného protikomunistického puče. Podle obžaloby měl být velitelem 70členného ozbrojeného oddílu působícího v rámci rozsáhlého spiknutí. Na základě vykonstruovaných obvinění byl zbaven vojenské hodnosti a odsouzen k trestu smrti. 5. listopadu 1949 v 6.00 hodin ráno byl v Pankrácké věznici popraven (spolu s Vratislavem Polesným, Emanuelem Čančíkem, Josefem Charvátem, Květoslavem Prokešem a dr. Jaroslavem Borkovcem).

## Hrob
Ostatky Vratislava Jandy byly tajně zpopelněny ve Strašnickém krematoriu, kde také zůstala uskladněna jeho urna. Dne 6. října 1953 byla urna přesunuta z krematoria do skladu v pankrácké věznici. Až 5. května 1965 byla urna tajně pohřbena do hromadného hrobu na motolském hřbitově. Na Čestném pohřebišti v Ďáblickém hřbitově se nachází symbolický Jandův hrob. Tamní symbolické náhrobky odkazují na zemřelé politické vězně bez ohledu na jejich skutečné místo pohřbení.

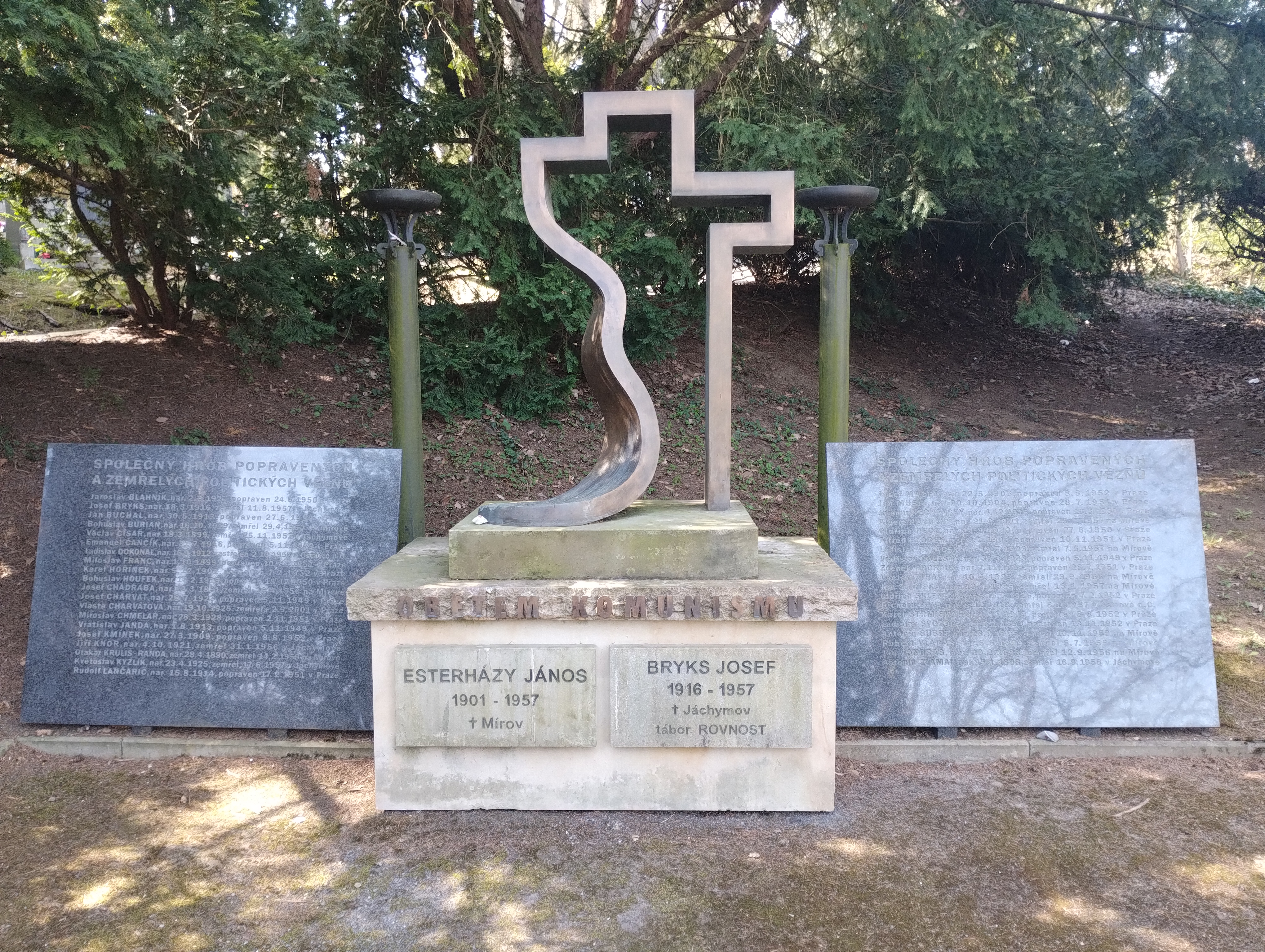
Památník na Čestném pohřebišti politických vězňů, Motolský hřbitov
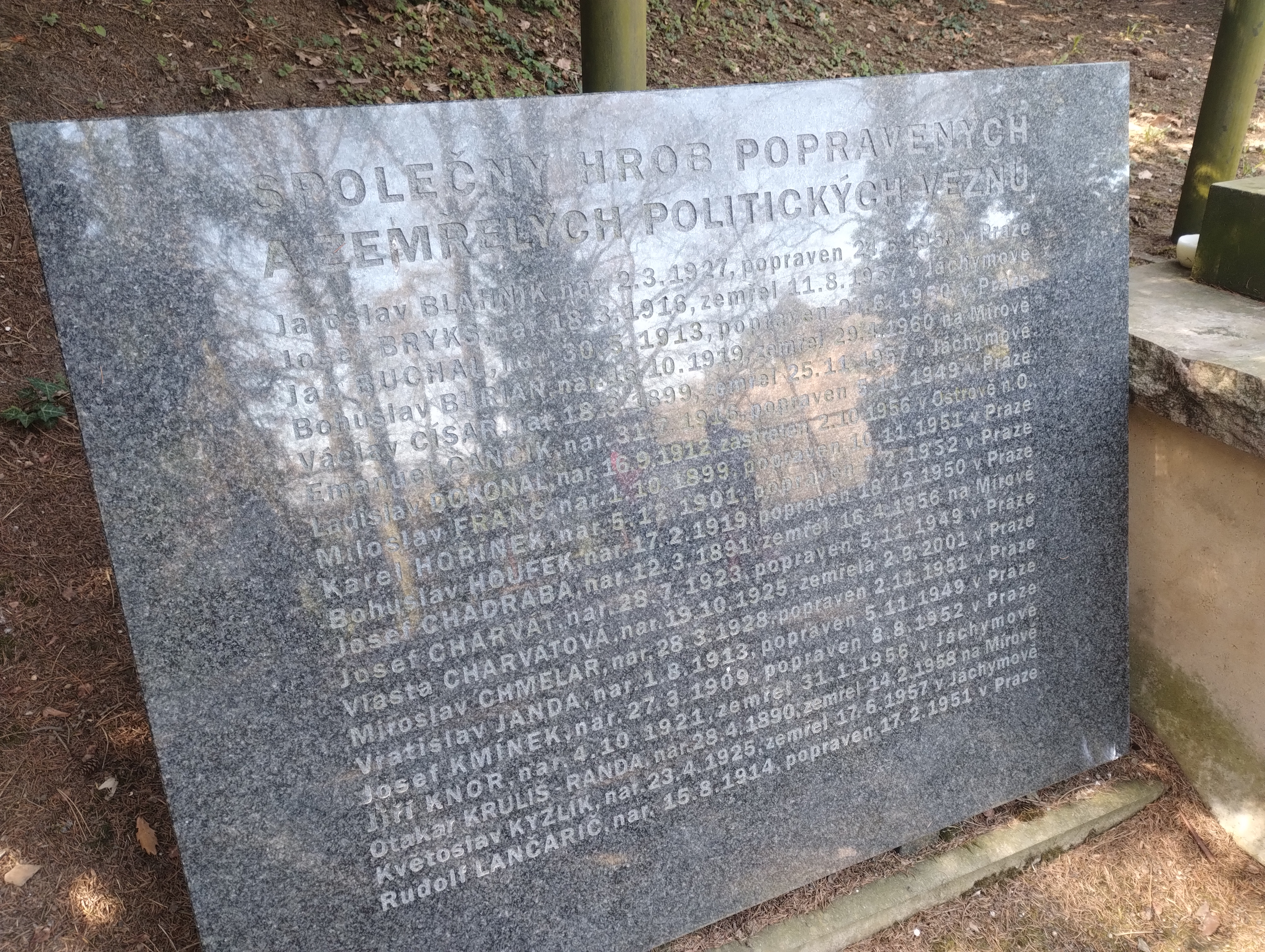
Památník na Čestném pohřebišti politických vězňů, deska vlevo se jménem V. Jandy, Motolský hřbitov
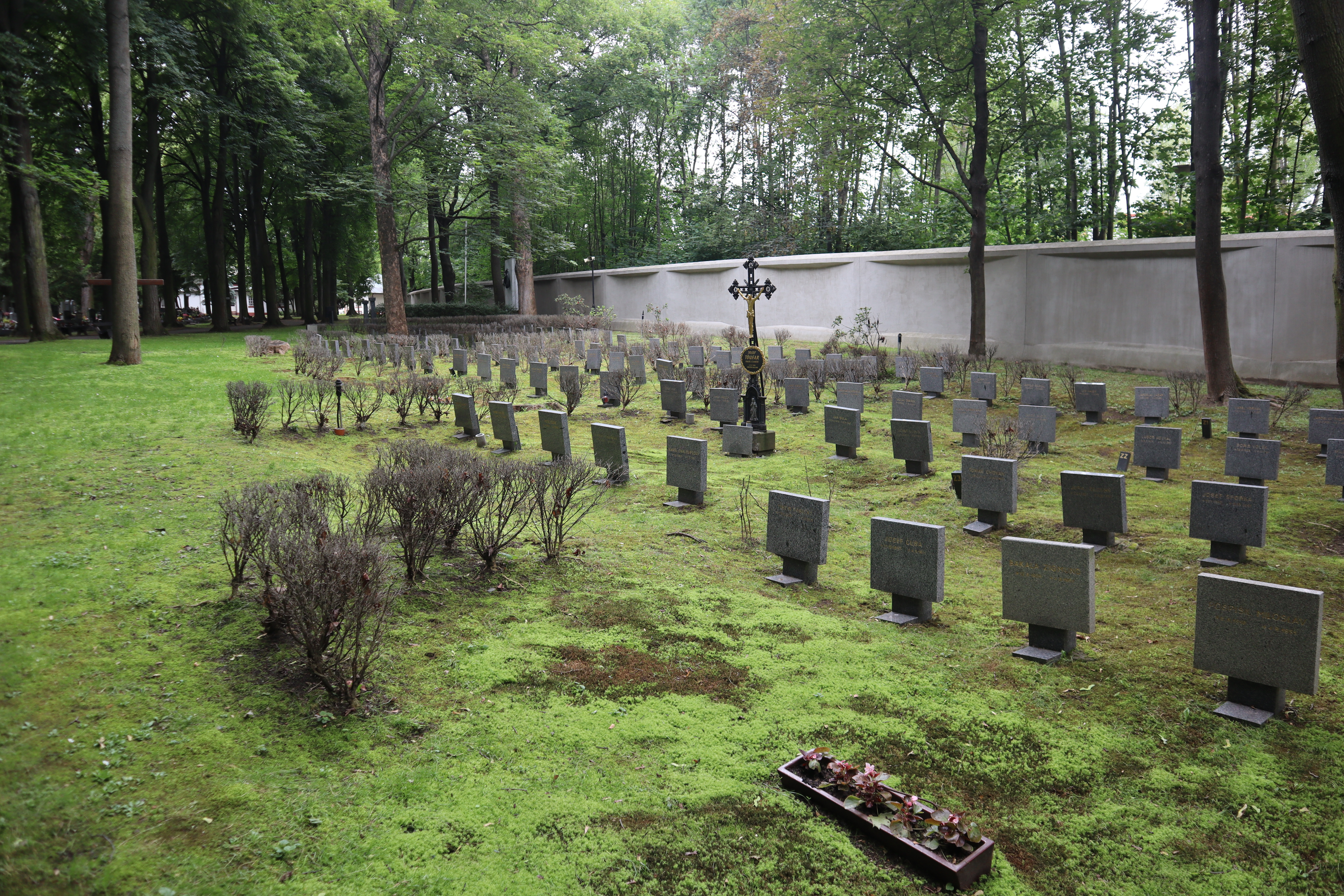
Čestné pohřebiště popravených a umučených z 50. let (III. odboj) na Ďáblickém hřbitově
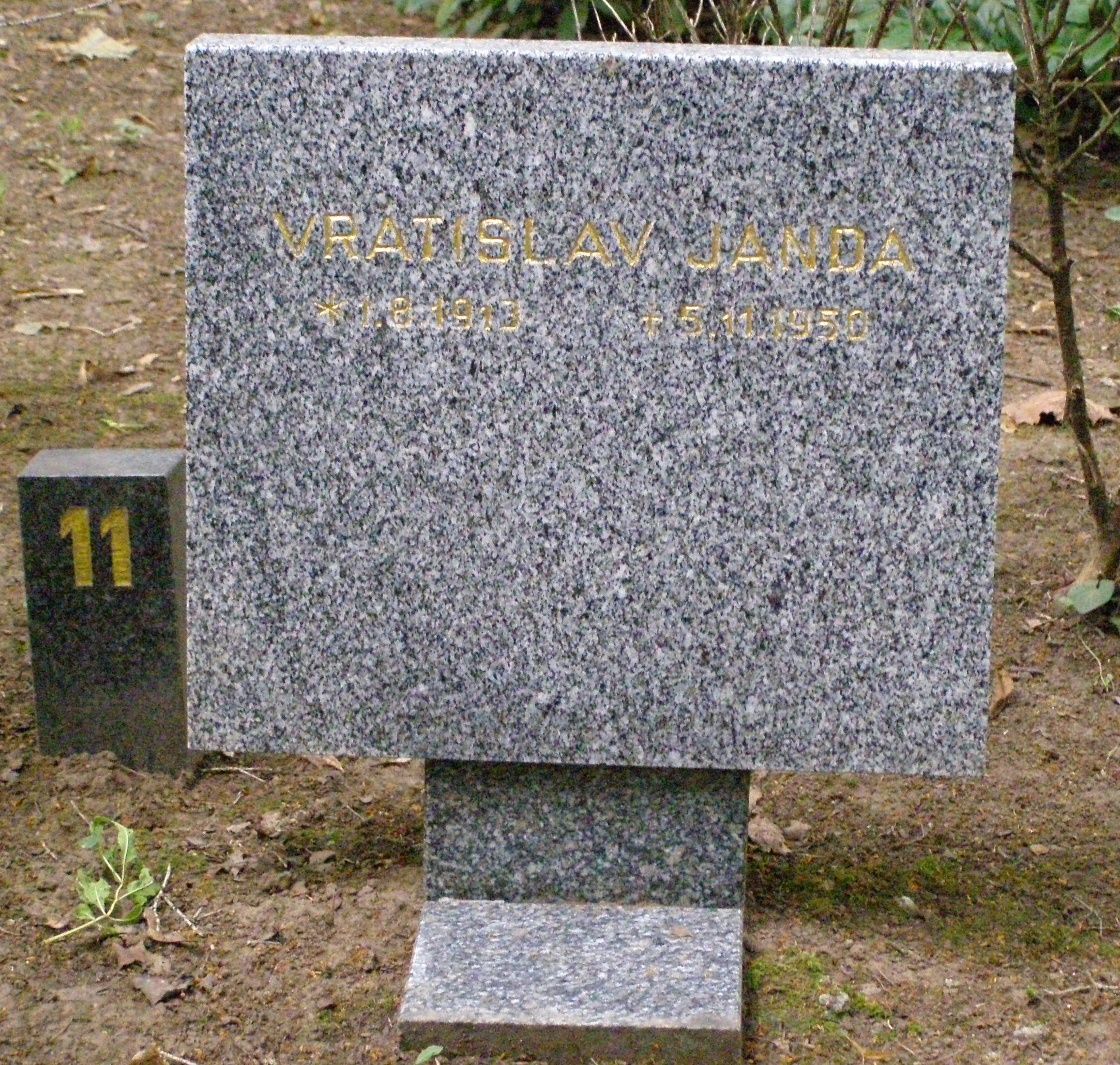
Symbolický hrob V. Jandy na Čestném pohřebišti popravených a umučených z padesátých let (III. odboj) na Ďáblickém hřbitově

## Rehabilitace, povýšení
Dne 19. září 1990 byl rozhodnutím Městského soudu v Praze rehabilitován. In memoriam byl povýšen na plukovníka.

## Vyznamenání
- 1945 –  Československý válečný kříž 1939
- 1945 – Československá medaile Za zásluhy II. stupně
- 1945 – Československá medaile Za chrabrost před nepřítelem

## Připomínka
- V sokolovně v Mnichově Hradišti mu byla odhalena pamětní deska s nápisem: "PLK. IN MEMORIAM VRATISLAV JANDA / NAR. 1. 8. 1913 – POPRAVEN 5. 11. 1949 / OBĚŤ POÚNOPROVÝCH REPRESÍ".[5]
- Jeho jméno je uvedeno na Pomníku Miladě Horákové a Obětem komunismu v Praze 4 - Nuslích na Náměstí Hrdinů, u stanice metra Pražského povstání, před Vrchním soudem v Praze a Vrchním státním zastupitelstvím v Praze.[6]

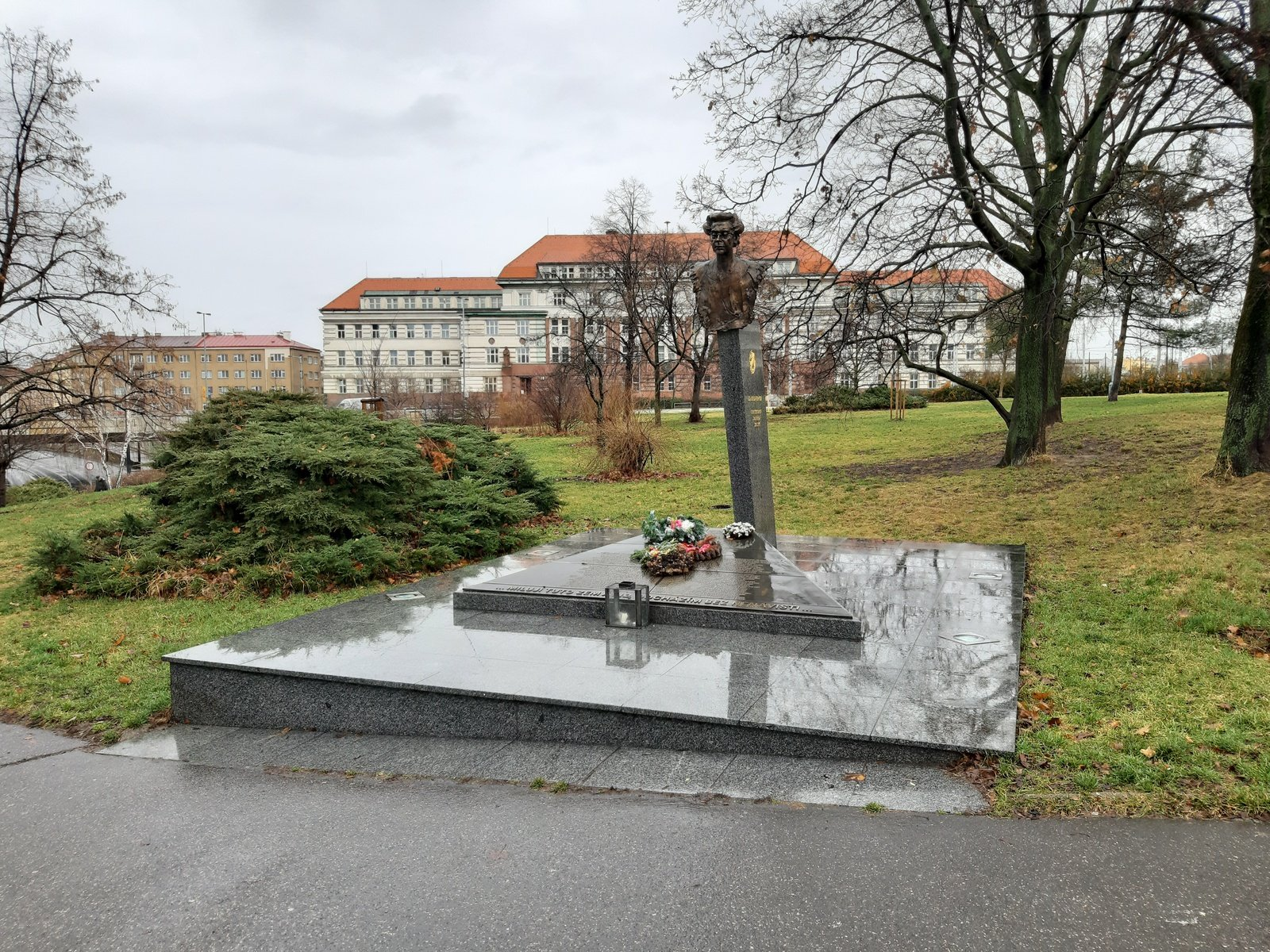
Pomník na náměstí Hrdinů v Praze 4 - Nuslích
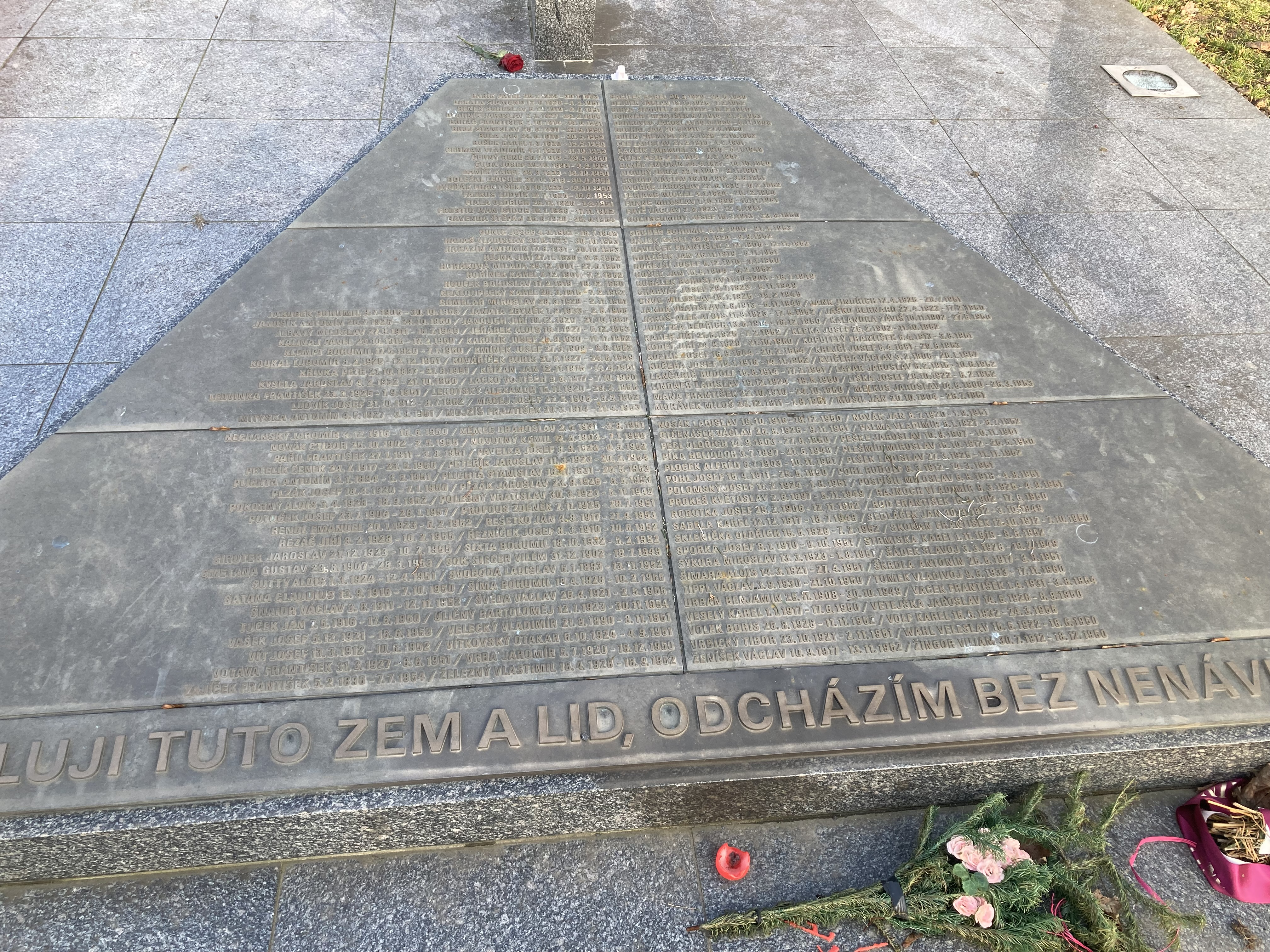
Seznam obětí komunismu se jménem V. Jandy na pomníku na náměstí Hrdinů v Praze 4 - Nuslích